# UniQ
UniQ o Universidad Queer es una organización de defensa de los derechos civiles y difusión de información que congrega a los estudiantes no heterosexuales de las universidades neozelandesas. El nombre UniQ es una contracción de universidad y queer (en inglés raro), el término utilizado en lengua inglesa para los individuos que se apartan de la norma heterosexual. Queer engloba a gays, lesbianas, bisexuales y transexuales (GLBT), y — específicamente en Nueva Zelanda— a fa'afafines y takatāpuis.
La organización lucha por los derechos de los estudiantes GLBT a la información, inclusión y representación en actividades que implican a la comunidad estudiantil. Si bien Nueva Zelanda es una sociedad tolerante con la diversidad sexual, lo que hace a veces sorprendente la denominación de UniQ como una asociación de defensa de derechos, ocasionalmente ha sido necesario que se tomaran medidas activas de reclamo de trato igualitario, como en el caso del proyecto de uniones civiles.
Las filiales de UniQ se reúnen anualmente en una universidad, rotando la ubicación de encuentro. Los pasados congresos han tenido lugar en:
- 2001: Universidad Massey, Palmerston North
- 2002: Universidad de Otago, Dunedin
- 2003: Universidad de Auckland, Auckland
- 2004: Universidad de Waikato, Hamilton
- 2005: Universidad Victoria en Wellington, Wellington
- 2006: Universidad Massey, Palmerston North
- 2007: Universidad de Auckland y Universidad tecnológica de Auckland, Auckland
- 2008: Universidad de Otago, Dunedin
- 2009: Universidad Victoria en Wellington, Wellington
- 2010: Universidad de Canterbury, Christchurch
- 2011: Universidad de Waikato, Hamilton

- Datos: Q5800784